# Lichtenstein (Gemeinde Schenkenfelden)
Lichtenstein ist ein Ort im Mühlviertel Oberösterreichs wie auch Ortschaft und Katastralgemeinde der Marktgemeinde Schenkenfelden im Bezirk Urfahr-Umgebung.

## Geographie
Die Rotte Lichtenstein befindet sich etwa 22 Kilometer nördlich des Stadtzentrums von Linz, 9½ Kilometer westlich von Freistadt und 8 Kilometer südöstlich von Bad Leonfelden, unweit der tschechischen Grenze.
Der Ort liegt im Leonfeldner Hochland auf um die 840 m ü. A. Höhe.
Die kleine Ortschaft umfasst 20 Gebäude mit etwa 80 Einwohnern, dazu gehören auch die zerstreuten Häuser Grasbach gegen Reichenau im Mühlkreis unterhalb.

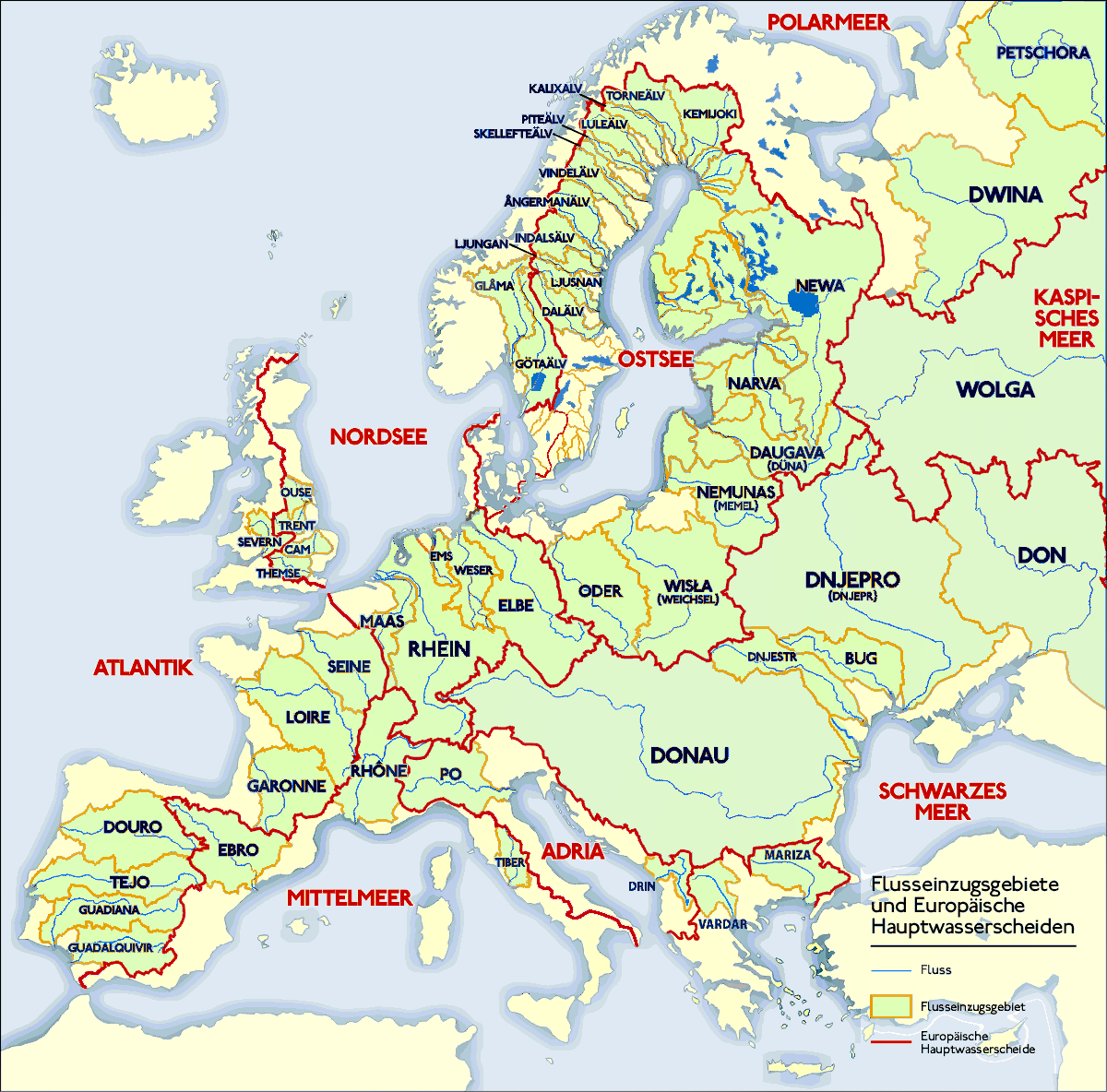
Europäische Wasserscheiden

Die Katastralgemeinde mit 741,03 Hektar, die südliche der drei Schenkenfeldener Katastralgemeinden, erstreckt sich etwa 5½ km von Liebenschlag im Westen bis vor Gossenreith im Osten. Dazu gehören neben Liebenschlag auch die Ortschaften Steinschild und Schild.
Der Ort erstreckt sich West–Ost auf einem Riedl (Gipfel Lichtenstein 883 m ü. A.) und bildet (an seinem Westrand) die Wasserscheide zwischen Kettenbach und Grasbach. Ersterer mündet nordwärts in die Moldau (Vltava), die zum Einzugsgebiet Elbe gehört, zweiterer ist ein Quellbach der Großen Gusen, die im Einzugsgebiet Donau südwärts läuft. Somit strömt das Wasser nördlich zur Nordsee, südlich zum Schwarzen Meer. Dabei ist das der südlichste Punkt der Europäischen Hauptwasserscheide in der Böhmischen Masse, nordwestlich läuft sie zum Fichtelgebirge, und erst auf der Schwäbischen Alb bei Augsburg liegt sie dann wieder südlicher, und läuft Gibraltar zu, nordöstlich verläuft sie zum Glatzer Schneeberg, und dann nach Russland, wo sie nicht mehr südlicher kommt.
| Dietrichschlag (KG, Gem. Bad Leonfelden)                | Schenkenfelden (O u. KG) Hammerbichl           | Vorwald (O, Gem. Hirschbach i.Mkr., Bez. Freistadt)                             |
| Schild (O) Reichenau i.Mkr. (KG, Gem. Reichenau i.Mkr.) | Kompassrose, die auf Nachbargemeinden zeigt    | Guttenbrunn (KG) Gossenreith (O) (beide Gem. Hirschbach i.Mkr., Bez. Freistadt) |
| Grasbach                                                | Ottenschlag (O u. KG, Gem. Ottenschlag i.Mkr.) | Hofreith (O, Gem. Hirschbach i.Mkr., Bez. Freistadt)                            |

## Wirtschaft

### Windenergie-Vorrangzone Hirschbach im Mühlkreis
Mit dem Windmasterplan Oberösterreich wurde 2011 hier der Vorrangzonenstandortraum Hirschbach im Mühlkreis ausgewiesen. Hier erscheint ein Ausbau der Windenergie wirtschaftlich, ökologisch wie auch landschaftsschützerisch vertretbar.
Die Zone umfasst den Grat nordwärts auf etwa 1 Kilometer Ausdehnung.
Daneben besteht schon der Windpark Schenkenfelden nordwestlich, ausgewiesen ist auch der Hofreither Berg südöstlich (Vorrangzone Ottenschlag im Mühlkreis Nord).

## Nachweise
- 41622 – Schenkenfelden. Gemeindedaten der Statistik Austria

1. ↑  Johann Lenzenweger, Wolfgang Wittmann: Mühlviertel: 50 Tal- und Höhenwanderungen zwischen Donau und Böhmerwald. Bergverlag Rother, 2006, Nr. 28, S. 110 ff.
2. ↑  Windkraftmasterplan Oberösterreich. Amt der Oö. Landesregierung – Direktion Umwelt und Wasserwirtschaft – Abteilung Umweltschutz: land-oberoesterreich.gv.at > Umwelt > Energie
3. ↑  vergl. Arbeitsgruppe Windenergie: Windkraftmasterplan Vorrangzonen (Memento vom 6. Juni 2013 im Internet Archive). Karte, Jänner 2012 (pdf, land-oberoesterreich.gv.at; 1,3 MB).